# Samuele (Vorname)
Samuele ist ein italienischer männlicher Vorname. Er entspricht dem deutschen Vornamen Samuel.

## Namensträger
- Samuele Bacchiocchi (1938–2008), italienischer adventistischer Theologe und Kirchenhistoriker
- Samuele Bersani (* 1970), italienischer Cantautore
- Samuele Dalla Bona (* 1981), italienischer Fußballspieler
- Samuele Buttarelli (* 1992), italienischer Automobilrennfahrer
- Samuele Campo (* 1995), schweizerisch-italienischer Fußballspieler
- Samuele Cerro (* 1995), italienischer Dreispringer
- Samuele Cottafava (* 1998), italienischer Beachvolleyballspieler
- Samuele Gabai (* 1949), Schweizer Maler, Kupferstecher und Illustrator
- Samuele Jesi (* 1786 oder 1788; † 1853), italienischer Zeichner, Kupferstecher und Lithograf
- Samuele Longo (* 1992), italienischer Fußballspieler
- Samuele Marzoli (* 1984), italienischer Radrennfahrer
- Samuele Olivi (* 1980), italienischer Fußballspieler
- Samuele Papi (* 1973), italienischer Volleyballspieler
- Samuele Porro (* 1988), italienischer Mountainbiker
- Samuele Rivi (* 1998), italienischer Radrennfahrer
- Samuele Romanin (1808–1861), italienischer Historiker